# Герберт Шнайдер
Герберт Шнайдер (нім. Herbert Schneider; 25 червня 1915, Нюрнберг — 23 лютого 1943, Атлантичний океан) — німецький офіцер-підводник, капітан-лейтенант крігсмаріне. Кавалер Лицарського хреста Залізного хреста.

## Біографія
8 квітня 1934 року вступив на флот. В 1936 році перейшов до ВПС і пройшов підготовку льотчика-спостерігача. У складі легіону «Кондор» навесні 1938 року 2 місяці провів в Іспанії. У жовтні 1940 року повернувся у ВМФ і зарахований в підводний флот. З 1941 року — 1-й вахтовий офіцер на підводному човні U-123, яким командував Райнгард Гардеген. 11 червня 1942 року призначений командиром U-522 (Тип IX-C), на якому здійснив 2 походи (провівши в морі в цілому 111 днів). Під час першого походу (в Північну Атлантику) потопив 4 судна загальною водотоннажністю 20 077 тонн. 23 лютого 1943 року човен Шнайдера був атакований британським шлюпом «„Тотленд“» і потоплений, весь екіпаж (51 особа) загинув.
Всього за час бойових дій потопив 7 кораблів загальною водотоннажністю 45 826 тонн і пошкодив 2 кораблі водотоннажністю 12 479 тонн.
| Дата              | Назва корабля                  | Тип               | Тоннаж | Вантаж                                              | Екіпаж | Загинули | Країна             | Конвой  |
| ----------------- | ------------------------------ | ----------------- | ------ | --------------------------------------------------- | ------ | -------- | ------------------ | ------- |
| 2 листопада 1942  | Hartington (пошкоджений)       | Торговий пароплав | 5,496  | 8000 тонн пшениці та 6 танків як палубні вантажі    | 48     | ?        | Британська імперія | SC-107  |
| 2 листопада 1942  | Maritima                       | Торговий пароплав | 5,801  | 7167 тонн генеральних вантажів, включаючи вибухівку | 59     | 32       | Британська імперія | SC-107  |
| 2 листопада 1942  | Mount Pelion                   | Торговий пароплав | 5,655  | 7452 тонни генеральних вантажів та автотранспорту   | 39     | 7        | Королівство Греція | SC-107  |
| 2 листопада 1942  | Parthenon                      | Торговий пароплав | 3,189  | Генеральні вантажі                                  | 29     | 6        | Королівство Греція | SC-107  |
| 18 листопада 1942 | Yaka                           | Торговий пароплав | 5,432  | Баласт                                              | 52     | 0        | США                | ONS-144 |
| 9 січня 1943      | Minister Wedel                 | Тепловий танкер   | 6,833  | 8920 тонн мазуту для Адміралтейства                 | 28     | 0        | Норвегія           | TM-1    |
| 9 січня 1943      | Norvik                         | Тепловий танкер   | 10,034 | 13021 тонн мазуту для Адміралтейства                | 45     | 2        | Панама             | TM-1    |
| 11 січня 1943     | British Dominion (пошкоджений) | Тепловий танкер   | 6,983  | 9000 тонн авіаційного палива                        | 53     | 38       | Британська імперія | TM-1    |
| 23 лютого 1943    | Athelprincess                  | Тепловий танкер   | 8,882  | Баласт                                              | 51     | 1        | Британська імперія | UC-1    |

## Звання
- Кандидат в офіцери (8 квітня 1934)
- Морський кадет (26 вересня 1934)
- Фенріх-цур-зее (1 липня 1935)
- Оберфенріх-цур-зее (1 січня 1937)
- Лейтенант-цур-зее (1 липня 1937)
- Оберлейтенант-цур-зее (1 квітня 1939)
- Капітан-лейтенант (1 квітня 1942)

## Нагороди
- Нагрудний знак спостерігача (1 жовтня 1937)
- Медаль «За вислугу років у Вермахті» 4-го класу (4 роки; 4 квітня 1938)
- Залізний хрест
  - 2-го класу (11 червня 1940)
  - 1-го класу (4 грудня 1942)
- Нагрудний знак підводника
- Відзначений у Вермахтберіхт (21 листопада 1942)
- Лицарський хрест Залізного хреста (16 січня 1943)